# Cyrtandromoea
Cyrtandromoea es un género con 16 especies de plantas de flores perteneciente a la familia Scrophulariaceae. 

## Especies seleccionadas
- Cyrtandromoea acuminata
- Cyrtandromoea angustifolia
- Cyrtandromoea cymulosa
- Cyrtandromoea decurrens
- Cyrtandromoea dispar

- Datos: Q432017
- Multimedia: Cyrtandromoea / Q432017
- Especies: Cyrtandromoea